# Wilhelm Harsing
Julius Wilhelm Harsing, auch Johann Wilhelm Harsing (* 5. November 1860 als Heinrich Friedrich Wilhelm Hersing in Hessen bei Osterwieck, Herzogtum Braunschweig; † nach 1923), war ein deutscher Landschaftsmaler der Düsseldorfer Schule.

## Leben
Harsing studierte von 1879 bis 1890 an der Kunstakademie Düsseldorf Malerei. Dort waren Andreas Müller, Heinrich Lauenstein, Karl Müller, Peter Janssen der Ältere und vor allem der Landschaftsmaler Eugen Dücker, dessen Klassen er in den Jahren 1882 bis 1890 besuchte, seine Lehrer. Danach studierte er bei Eugen Bracht und Hans Fredrik Gude in Berlin. Er unternahm Studienreisen in Österreich und Italien, Belgien und Holland. Seit 1900 lebte er für einige Zeit in Rödelheim bei Frankfurt am Main, später in Hamburg und München.

## Werk
Harsing war ein Vertreter der spätromantischen Malerei. Er spezialisierte sich auf Landschaften, insbesondere an Gewässern liegende Naturmotive, oft mit weidendem Vieh oder Wildtieren. Seine Bilder malte er detailreich und naturgetreu, mit räumlicher Tiefe und effektvoller Darstellung der Lichtverhältnisse.